# Jenői-tó
A Jenői-tó egy apró tó a Nógrád vármegyei Diósjenő közelében.

## Földrajz
A Jenői-patak felduzzasztásával 2 tavat hoztak létre, a folyásirány szerinti első neve Jenői-tó, a második neve némileg ellentmondásos. A Börzsöny turistatérképén "víztározó"-ként említik, a helyi horgászegyesület weblapján  és egyéb horgász lapokon "Tolmácsi-tó" vagy "Tolmácsi-horgásztó", a TopoGuide és Google térképen pedig a "Jenői-tó" nevet visel.

## Történelem
A Jenői-tó ősidők óta létezik, a történészek feljegyzései szerint 173-ban Marcus Aurelius csatájának helyszíne volt, 1299-ben a budai káptalan feljegyzésében is szerepel. Mai arculatát 1917-ben a gát megerősítésével nyerte.

## Turizmus
A tó vize hideg, fürdésre ugyan alkalmatlan, ám valóságos horgászparadicsom, hiszen ponty, csuka, compó és keszeg egyaránt horogra akad.
Bár leginkább a törpeharcsa állománya jelentős .